# 3470 Yaronika
3470 Yaronika este un asteroid din centura principală, descoperit pe 6 martie 1975 de Nikolai Cernîh.